# حرائق الغابات الأرجنتينية باتاغونيا 2021
حرائق الغابات الأرجنتينية في باتاغونيا اندلعت يوم الأحد 7 مارس 2021 عندما ظهرت بؤرة للنيران على بعد كيلومتر 21 من الطريق الإقليمي 6 بمقاطعة ريو نيغرو، الأرجنتين. وفي وقت لاحق، انتشرت النار في لاس جولوندريناس، لاغو بويلو، الهويو ، المايتين و شوليلا في تشوبوت، في إتجاه خط عرض 42° جنوب.  كان الحريق ينتشر بمساعدة الرياح لتصل إلى مناطق مأهولة بالسكان حيث وردت أنباء عن حرق سيارات وتدمير مئات المنازل.   ساعدت منظمة دائرة إدارة الحرائق الوطنية الناس على إخلاء المنطقة.   تم اقتراح أسباب مختلفة للحريق، بما في ذلك سقوط شجرة على كابلات نقل الكهرباء، بالنظر إلى أن الحرائق تتبع الأسلاك الكهربائية.  اعتبارًا من 12 مارس 2021، فقد 11 شخصًا. 